# Exit to Eden
Exit to Eden è un film commedia statunitense (con elementi thriller) del 1994 diretto da Garry Marshall, adattamento cinematografico del romanzo Exit to Eden di Anne Rice.
Dana Delany interpreta Lisa Emerson (il personaggio di Lisa Kelly nel libro) e Paul Mercurio Elliot Slater. Parte del film consiste in una commedia gialla scritta dal regista, con alcuni nuovi personaggi, inclusi i poliziotti interpretati da Dan Aykroyd and Rosie O'Donnell che inseguono i contrabbandieri di diamanti nel lussurioso villaggio "Eden".

## Trama
Elliot Slater è un giovane e attraente fotografo professionista di origine australiana che vive in California. Poco a suo agio con le tendenze BDSM della sua sessualità, nel tentativo di affrontarle prenota un soggiorno in un villaggio vacanze a tema su un'isola tropicale privata conosciuta come "Eden", diretta da una dominatrice professionista, Lisa Emerson.
Poco prima di imbarcarsi per la sua vacanza, si trova casualmente a fotografare un contrabbandiere di gioielli internazionale di cui non esistono altre immagini. Il contrabbandiere Omar e la sua complice Nina si impegnano in una caccia al negativo con l'obiettivo di distruggerlo per mantenere il proprio anonimato, seguendo il protagonista sull'isola, a loro volta inseguiti dagli investigatori Fred Lavery e Sheila Kingston, che cercano di incastrarli usando il fotografo come esca, tutti sotto le mentite spoglie di visitatori.
Il film si divide tra le disavventure dei criminali inseguiti dai poliziotti, e le vicende di Elliot che diviene il sottomesso personale della Mistress Lisa, e se ne innamora.

## Produzione
La musica è di Patrick Doyle.

### Sceneggiatura
La sceneggiatura è un adattamento di Deborah Amelon e Bob Brunner dalla novella Exit to Eden di Anne Rice (scritta sotto lo pseudonimo di Anne Rampling), arricchita con elementi del genere thriller introdotti dal regista Garry Marshall, che includono i due contrabbiendieri di diamanti e i poliziotti che li inseguono e le vicende ad essi collegate.

## Accoglienza
Il film si è ritagliato una certa attenzione a causa del tema BDSM, per il nudo integrale presente in alcune scene (inclusa Dana Delany) e per il livello della regia e dei protagonisti. Il materiale promozionale del film includeva foto di Delany in abbigliamento da dominatrice, come visibile anche nella copertina del DVD.
La combinazione della storia originale con elementi del genere commedia ha causato una certa delusione e confusione, con valutazioni della critica anche oltre la stroncatura.

### Riconoscimenti
O'Donnell vinse il Razzie Award come peggiore attrice non protagonista per questo (e altri) film, mentre Aykroyd ottenne una nomination come peggiore attore non protagonista e insieme i due vinsero il premio per la peggiore coppia.